# شويهين أوراسي
شويهين أوراسي أو صُقَيْر شمالي أو كَوْنَج أو زُمَّج أو زُمَّاج (الاسم العلمي: Falco  subbuteo)، هو صقر صغير ونحيف
ينتمي إلى مجموعة متماسكة من الصقور المتشابهة، وغالبا ما تُعتبر من جنيس الشويهين (Hypotriorchis).